# Aurel Miloș
Aurel Miloș (n. 7 august 1937) este un fost deputat român în legislatura 1996-2000, ales în județul Timiș pe listele partidului USD-PD. Aurel Miloș a fost membru FSN din martie 1990. În legislatura 1996]]-2000, Aurel Miloș a fost membru în grupurile parlamentare de prietenie cu Republica Slovenia, Australia, India și Republica Lituania. 